# Oyak-Renault
Oyak-Renault — завод французской компании Renault в турецком городе Бурса. Этот производственный комплекс занимает лидирующие позиции по качеству в Группе Renault. Завод сертифицирован по стандарту ISO 9001 и ISO 14001 и работает согласно требованиям Производственной Системы Renault (SPR). Завод производит пять различных типов кузовов на одной линии. Максимальная производственная мощность завода в городе Бурса при трёхсменной работе составляет 360 000 автомобилей в год пяти различных моделей (Renault Symbol, 3- и 5-дверный Clio III, универсал Clio III, седан Megane).

## История
Oyak-Renault была основана в 1969 году компаниями Renault, Oyak и Yapi Kredi Bank, производство началось двумя годами позже. 
Изначально компания производила различные модели Renault для местного и международного рынка. В настоящее время некоторые модели экспортируются в 100 стран мира. 

## Операции
С годовой производственной мощностью от 286 000 до 360 000 единиц, это крупнейший завод Renault за пределами Западной Европы. Официальная сеть автомобильных дилеров Renault в Турции - еще одно совместное предприятие, известное как MAİS A.Ş. Первой всемирно успешной моделью компании была Renault Clio Symbol, которая в настоящее время предлагается во втором поколении как Renault Symbol. Самая новая турецкая модель Renault - это Renault Fluence среднего размера.
Помимо сборки автомобилей, на заводе работает собственное производство коробок передач и двигателей. В настоящее время они производят 450 различных двигателей, 450 000 единиц в год. В трехсменном режиме занято более 5 900 человек.

## Текущие модели

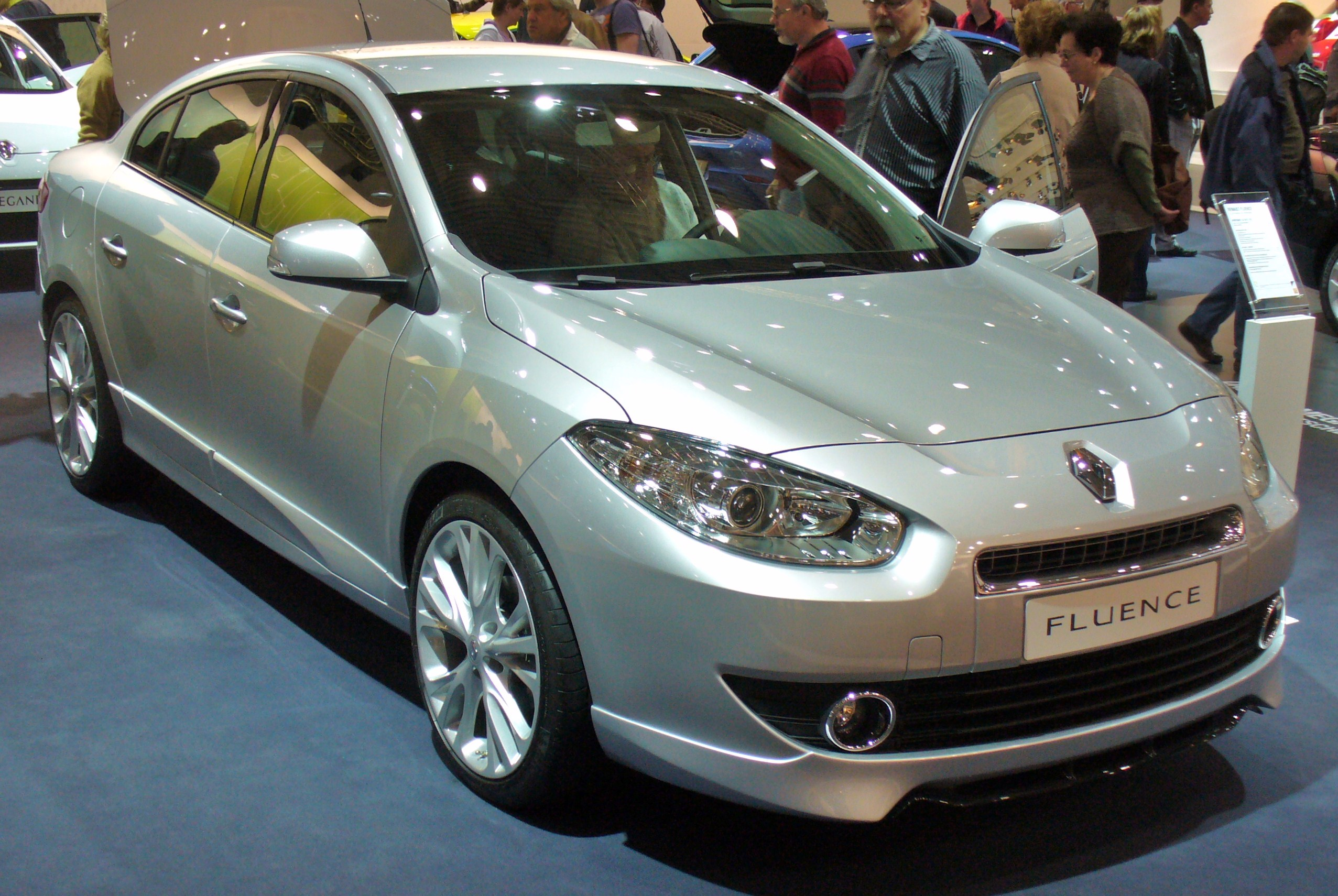
Renault Fluence 2009–present
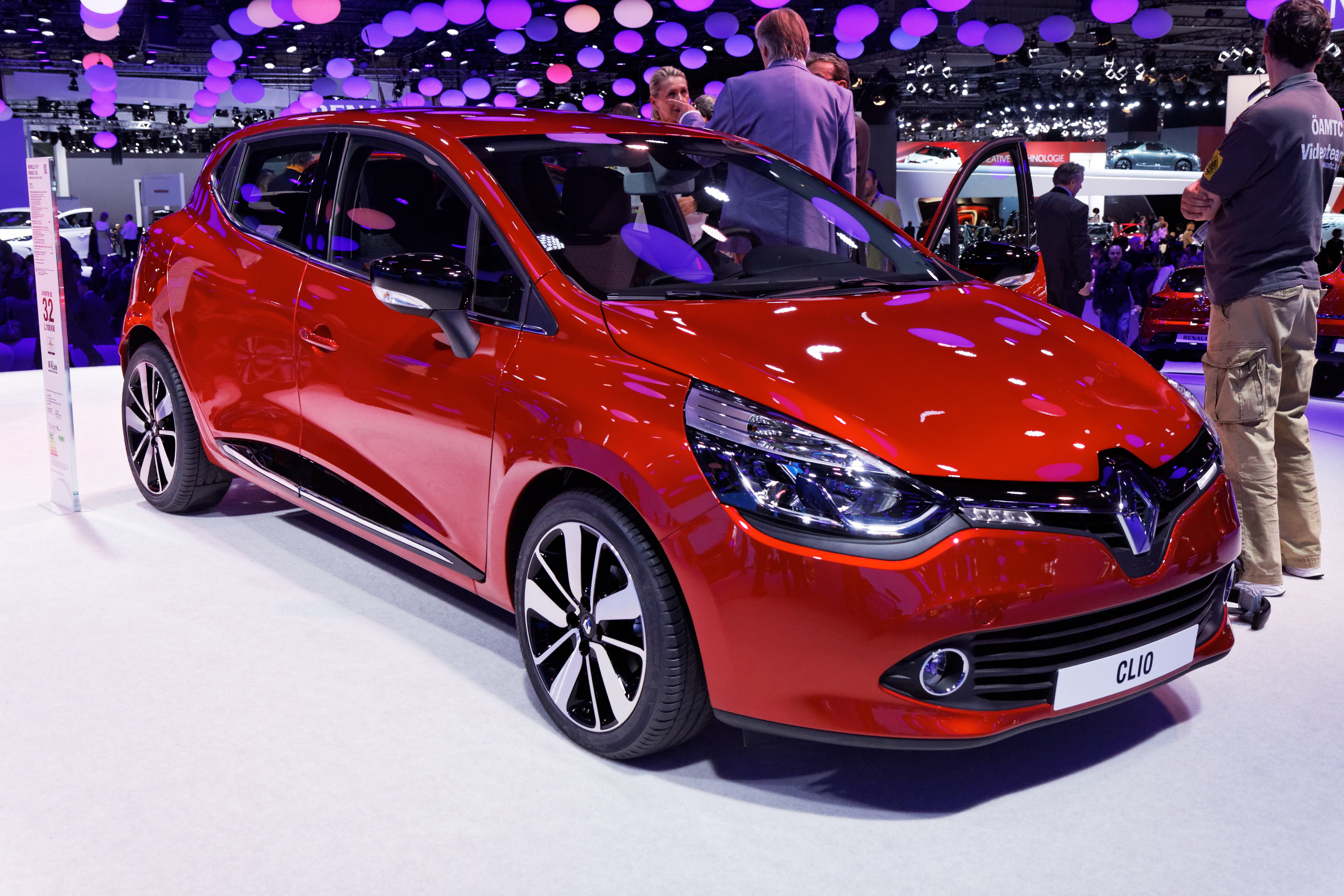
Renault Clio HB 2012–present
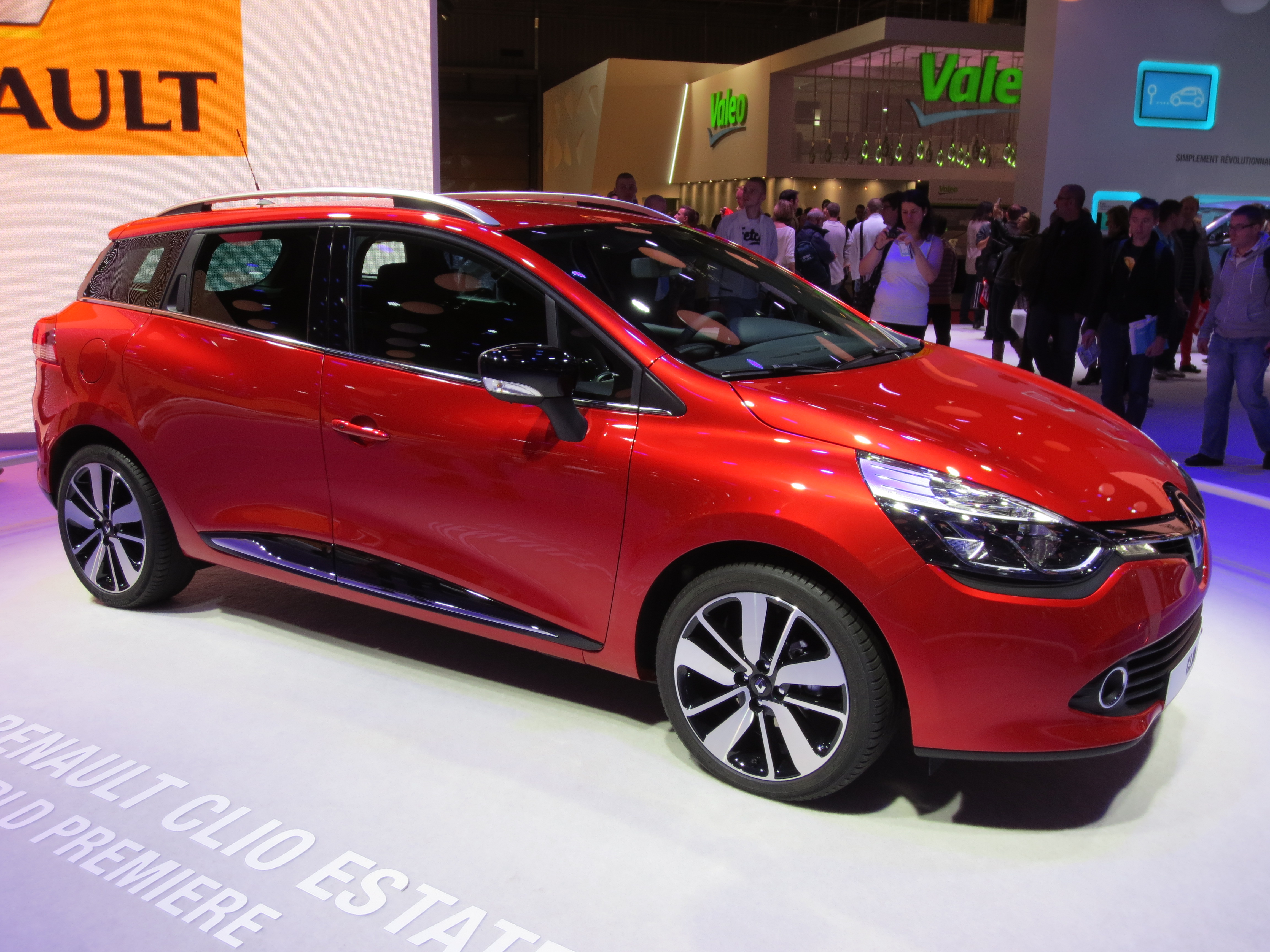
Renault Clio Estate 2012–present